# Marienkapelle (Sprittelsberg)

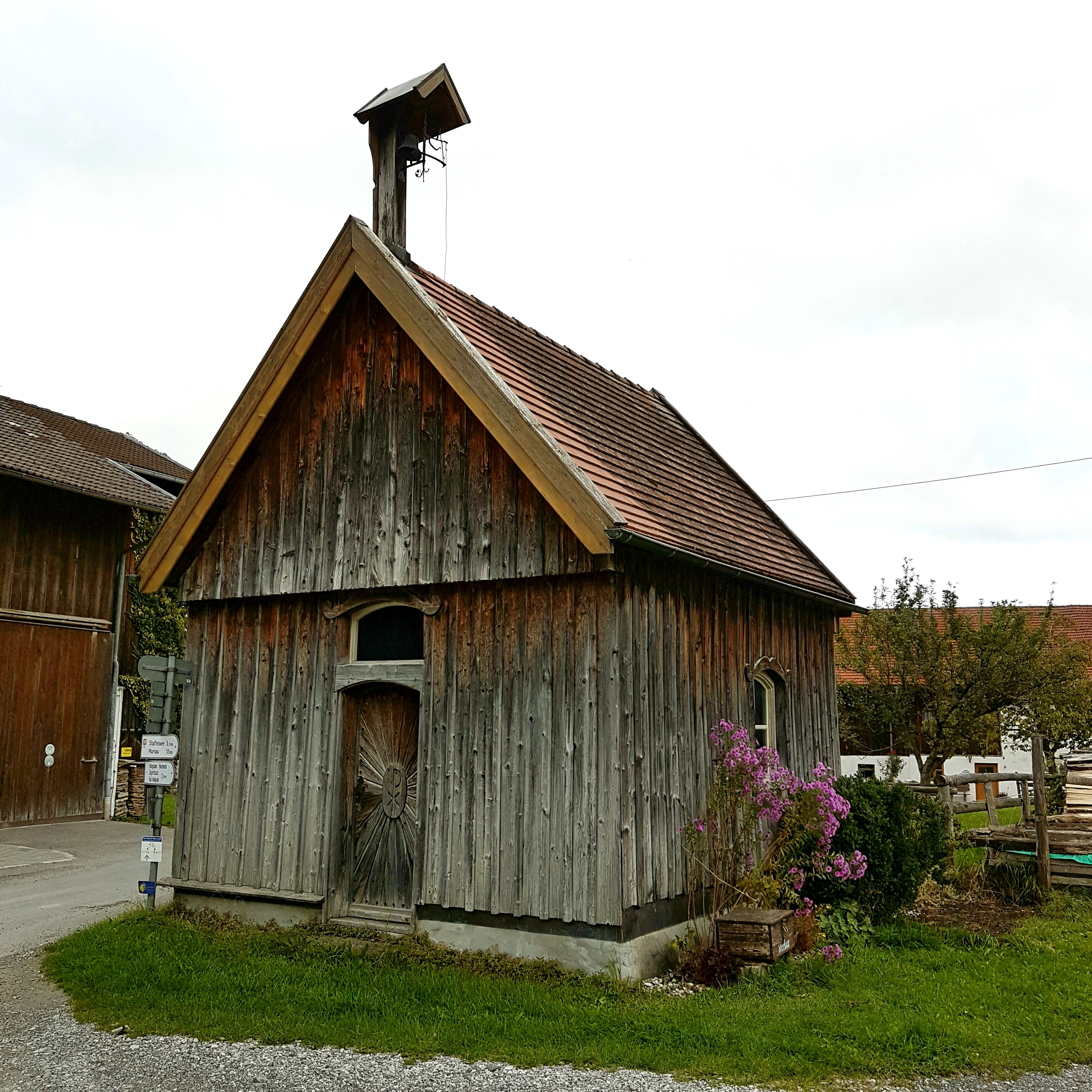
Marienkapelle in Sprittelsberg

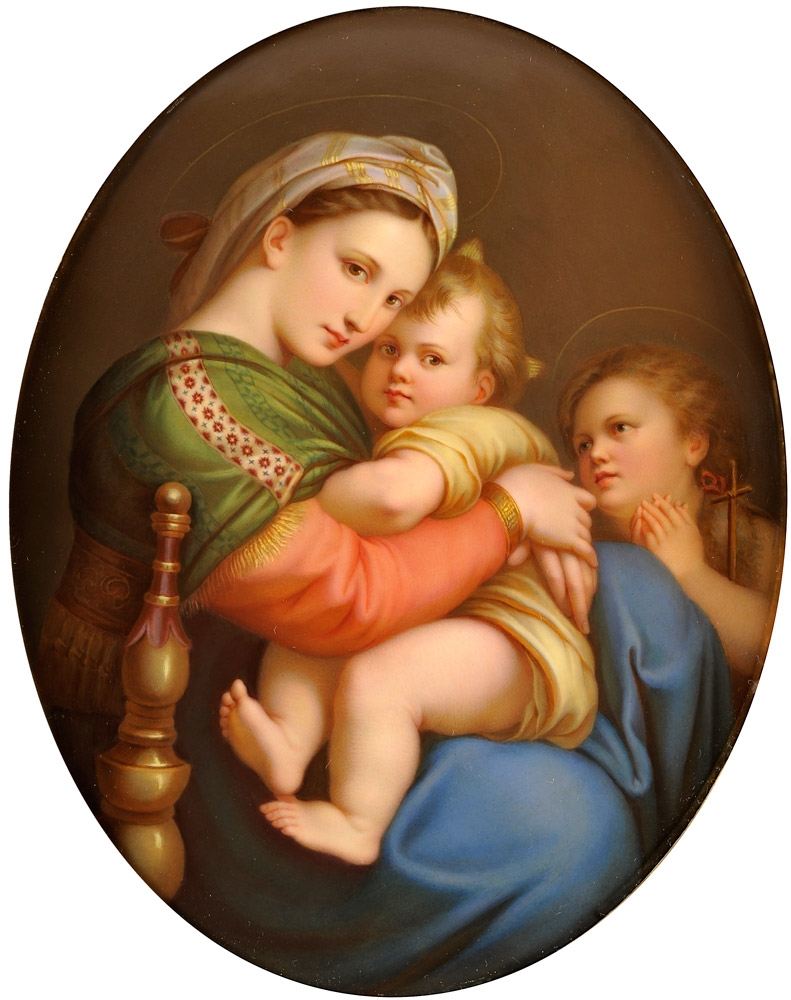
Die Madonna della Sedia wurde im 19. Jahrhundert oft kopiert. Hier ein KPM-Porzellanbild (als Platzhalter).

Die Marienkapelle  ist eine Kapelle im Ortsteil Sprittelsberg der oberbayerischen Gemeinde Bad Kohlgrub. Die Kapelle ist Maria, der Mutter Jesu, gewidmet und als Baudenkmal in die Bayerische Denkmalliste eingetragen.

## Beschreibung
Die Kapelle liegt in der Ortsmitte von Sprittelsberg an einer Straßenecke nahe dem Anwesen Nr. 125. Sie wurde im 18. Jahrhundert erbaut und 1785 eingeweiht.
Der etwa fünf Meter lange und vier Meter breite Rechteckbau ist vollständig aus Holz errichtet. Er trägt ein Satteldach und ist ungefähr in Nord-Süd-Richtung ausgerichtet. Nahe der Eingangsseite im Süden sitzt auf dem Dach ein Glockenhalter mit einer überdachten Glocke.
Der einschiffige Innenraum wird über zwei Seitenfenster und ein Oberlicht über der Eingangstür erhellt. Er hat eine einheitliche frühklassizistische Ausstattung mit Architekturmalerei. Das von zwei Doppelsäulen gerahmte Altarbild ist eine Kopie von Raffaels Gemälde Madonna della Sedia in Florenz.